# María Jesús Prieto-Laffargue
María Jesús Prieto-Laffargue (Salamanca, 5 de enero de 1945)es una ingeniera de telecomunicación española. Ha sido la primera mujer en ostentar varios cargos en instituciones de su sector, como el de la presidencia del Instituto de Ingeniería de España o la Dirección General de la Agencia Estatal de Meteorología (AEMET).

## Trayectoria
Inició estudios de Ingeniería de Telecomunicación en la Universidad Politécnica de Madrid (UPM) en 1964, fue la única mujer matriculada en su curso y en esa carrera solo había tres mujeres. Se tituló en 1969. Se diplomó en Dirección de Empresas por la Universidad de Navarra (IESE) en 1989 y cursó programas especializados en Finanzas y Comercio Exterior.
Desempeñó el cargo de gerente en Telefónica Sistemas en 1985, y trabajó en la expansión de Telefónica hacia América Central y América del Sur. Destacó por ser la primera mujer que asumió la Dirección General de la Agencia Estatal de Meteorología (AEMET), en 1996. También fue miembro del Consejo del Centro Europeo de Predicción del Clima de Reading en el Reino Unido.
Fue la primera presidenta del Instituto de la Ingeniería de España en el período 2000-2004, durante su membresía fue parte del consejo de administración de diferentes empresas del sector de las telecomunicaciones y energía con Cableuropa, Parque Tecnológico Telecom o ISDEFE, entre otras. También fue la primera mujer que presidió el Patronato de la Fundación Independiente.
En 2007, fue elegida en Nueva Delhi (India) presidenta de la Federación Mundial de Organizaciones de Ingeniería (WFEO), siendo la primera mujer a nivel mundial en ese puesto. La WFEO tiene su sede en París y representa la profesión de la ingeniería en todas sus especialidades de las Federaciones de África, Asia, América, Europa, la Commonwealth y la Federación de los Países Árabes.
Fue miembro del Consejo de Gobierno del Centro Internacional para la Ciencia, la Tecnología y la Innovación en apoyo a la Cooperación Sur-Sur (Istic), ubicado en Malasia bajo el auspicio de la Unesco. Además, ha participado en el Panel de Expertos de la Cumbre de la Sociedad de la Innovación, celebrada en Ginebra, Suiza.

## Reconocimientos
Fue Medalla de Honor del Consejo Nacional de Ingenieros y Científicos de Francia y Mejor Empresaria Europea en 1989. Recibió la Medalla de Honor de la Sociedad Kuwaití de Ingenieros en 2009 y la del Conseil National des Ingénieurs et des Scientifiques de France en 2011.
En 2012, le fue concedido el doctor honoris causa por la Universidad de Lérida.
También fue seleccionada como una de las Top 100 Mujeres Líderes en España desde 2016 hasta 2019. Un año después, fue galardonada con el Premio Pioneras_IT 2020, por sus méritos en la aplicación práctica de la ingeniería y por ser un referente de la Ingeniería de Telecomunicación, tanto a nivel nacional como internacional, convirtiéndose en la primera mujer en recibir este reconocimiento que otorga el Colegio Oficial de Ingenieros de Telecomunicación (COIT).
Ha recibido numerosas distinciones tanto nacionales como internacionales y también ha sido candidata al Premio Príncipe de Asturias de Cooperación Internacional.